# Theodor Breher
Theodor Breher O.S.B., né Hermann Breher le 21 août 1889 à Ottobeuren et mort le 2 novembre 1950 à Windach, est un abbé bénédictin allemand qui fut évêque en Mandchourie. Sa devise épiscopale était : « Vincit Crux ». 

## Biographie
Il naît dans la famille d'un petit entrepreneur de peinture en bâtiment. Le jeune Hermann Breher fait d'abord un apprentissage de tailleur de pierre, puis entre en 1902, grâce à l'appui de son curé, à l'école secondaire de l'archi-abbaye de Sainte-Odile et, après son baccalauréat (Abitur en allemand), il entre au noviciat des bénédictins missionnaires de Sainte-Odile. Il y prend le nom de religion de Théodore (Theodor en allemand) et prononce ses vœux le 8 octobre 1911. Après des études à Dillingen, il reçoit l'ordination sacerdotale le 16 juillet 1915 en pleine guerre des mains de Mgr Maximilien de Lingg. Il est envoyé à Berlin faire des études de sinologie et apprendre différentes langues asiatiques. À l'été  1921, il est envoyé par ses supérieurs à Séoul en Corée. 
Le supérieur de Theodor Breher en Corée est à l'époque Mgr Bonifatius Sauer (Serviteur de Dieu depuis 2007), et celui-ci l'envoie rapidement en Mandchourie voisine. Il devient prieur de la station de Yenki (aujourd'hui Yanji) et, le 5 février 1929, premier préfet apostolique de ce nouveau territoire. Cette mission est érigée en 1934 en territoire abbatial de l'abbaye de la Sainte-Croix de Yenki dont Theodor Breher devient le premier abbé. Il reçoit sa bénédiction d'abbé le 5 septembre 1934 des mains de Mgr Joseph Kumpfmüller (de) à Sainte-Odile même. Après que la préfecture apostolique est érigée en vicariat apostolique de Yenki, il est nommé évêque in partibus d'Hiéron (de); il est consacré par le vicaire apostolique de Mandchourie-Septentrionale, Mgr Gaspais, le 5 septembre 1937 à Yenki. Lorsque le vicariat est élevé en diocèse le 11 avril 1946 par Pie XII, il en devient le premier évêque diocésain.

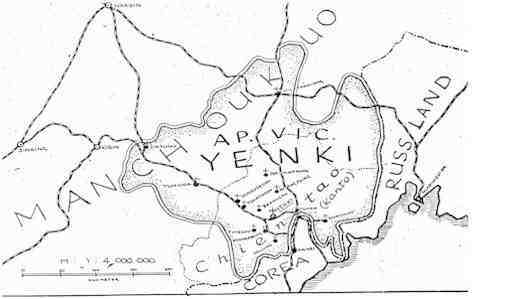
Mission de Yenki

Le territoire de sa mission se trouvait sous influence japonaise depuis le début du siècle et faisait partie de l'État du Mandchoukouo (satellite du Japon) entre 1931 et août 1945; lorsqu'il cessa d'exister à cause de l'invasion de la Mandchourie par l'armée soviétique. La région devient le théâtre d'affrontement entre nationalistes et communistes avant que la victoire ne revienne à ses derniers à l'automne 1948 et dans tout le pays en octobre 1949. Le 20 mai 1946, l'abbaye est fermée par les communistes et ses missionnaires emprisonnés dans un camp. Après plus de trois années de camp de travail, Mgr Breher, diabétique, peut rentrer en Allemagne en novembre 1949, extrêmement affaibli par ces années de détention. Il se rend à Rome un an après afin d'être reçu en audience le 12 décembre 1949 par Pie XII; il est rapporté que cet entretien fut tendu. 
Mgr Breher prend part en juin 1950 au chapitre général de sa congrégation qui se tient à l'archi-abbaye. Mais peu de temps après, il est victime d'une attaque cardiaque et hospitalisé à Memmingen. Il meurt au cours du transfert de Memmlingen vers Sainte-Odile le 2 novembre (commémoration des défunts) 1950 d'un accident de la route. Il est enterré à l'archi-abbaye le 7 novembre suivant.